# Radiobiologie
La radiobiologie est l'étude des effets biologiques des rayonnements, notamment des rayonnements ionisants, sur les êtres vivants : sensibilité d'espèces, radiosensibilité individuelle ou pathologique (ex. : syndrome de Gorlin), groupes vulnérables…
C'est aussi l'étude des moyens de se préserver des effets délétères de certains rayonnements et l'étude des traitements à suivre en cas de contamination et/ou irradiation.
C'est enfin une branche de la biologie médicale qui emploie des techniques radiologiques permettant l'investigation du corps humain. Plus largement, il s'agit de l'ensemble des techniques d'analyses des liquides biologiques qui utilisent un ou des radio-isotopes comme marqueurs.
La radiobiologie actuelle bénéficie d'innombrables découvertes en cinétique cellulaire et en biologie moléculaire. Elle est un apport primordial à l'évolution de la radiopathologie, de la radiothérapie et de la radioprotection.

## Études des moyennes et fortes doses

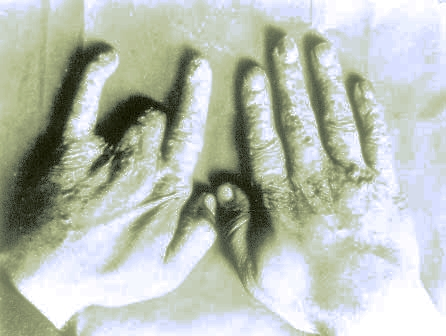
Nécrose des doigts d'un radiologue du début du XXe siècle, causée par l'exposition répétée aux fortes radiations.

Les rayons X et la radioactivité sont découverts presque simultanément, en 1895 et 1896 respectivement. On les croit initialement inoffensifs, mais les effets nocifs des irradiations aux fortes doses apparaissent rapidement. Pour les rayons X, la première étude documentant les effets sur la peau paraît dès 1896, le premier cas clinique de syndrome d'irradiation aiguë paraît dès 1897, et le premier cancer de la peau radio-induit (chez un opérateur de radiologie) est décrit en 1902. Dès 1904, un assistant de Thomas Edison meurt d'un cancer radio-induit. Le premier cancer expérimental est provoqué chez l'animal en 1910. Plus tard, Henri Becquerel et Pierre et Marie Curie présenteront des brûlures parce qu'ils manipulaient sans précaution des produits radioactifs. La guerre de 1914-1918 recourt massivement à la radiologie médicale, et le nombre de lésions radio-induites est très élevé. Enfin l’action mutagène possible des rayonnements ionisants est suggérée en 1927,.
De nombreuses études épidémiologiques ont permis d'estimer les effets stochastiques (principalement l'apparition de leucémies à court terme et de cancers à long terme) des rayonnements ionisants pour des expositions entre 200 millisieverts et 5 sieverts. Il n'y a guère de contestation sur le fait que ces doses produisent des effets observables, et ces effets suivent le plus souvent une loi linéaire, c'est-à-dire que le risque de développer un cancer croît proportionnellement aux doses reçues. Certaines exceptions sont cependant connues, par exemple l’observation des cancers osseux induits par le radium 226 et des cancers du foie induits par le Thorotrast, ou les leucémies induites à Hiroshima et chez les patients traités par l’iode radioactif.
La relation entre la dose d'irradiation et ses effets se fonde principalement sur les cohortes de survivants des bombardements atomiques de Hiroshima et Nagasaki. Leur observation entre 1950 et l'an 2000 a montré, sur une cohorte d'environ 90 000 survivants, un excès de décès de 479 cancers et 93 leucémies,. L'excès de cancers est significatif pour les doses supérieures à 100 millisieverts, et le nombre de cancers augmente d'une manière approximativement proportionnelle à la dose reçue.
Ainsi, une étude cas-témoins danoise a pu conclure que l'exposition chronique et domestique au radon domestique combinée à la pollution automobile de l'air augmentait significativement le risque de leucémie infantile, ; cependant l'effet constaté par cette étude étant décelé pour des expositions au radon supérieures à 1000 Bq/(m3·an) (qui correspondrait à une exposition de l'ordre de 200 mSv).
Il y a de fortes incertitudes sur les doses effectivement reçues par les survivants, et ceux exposés à de très fortes doses ont majoritairement succombé aux conséquences immédiates des explosions. Néanmoins, en fittant par une droite la courbe d'excès relatif de cancers en fonction de l'exposition, et en intégrant différents coefficients correctifs, on obtient le coefficient de risque de cancer radio-induit, soit 10 % par sievert, et le coefficient de risque de décès par cancer radio-induit, soit 5 % par sievert. En l'absence de données permettant d'atteindre davantage de précision, ces ratios de 10 % de cancer supplémentaires et de 5 % de décès par cancers supplémentaires pour chaque sievert reçu sont généralement acceptés, et ils servent de fondement aux estimations du risque retenues par la commission internationale de protection radiologique dans le cadre du modèle linéaire sans seuil.
Pour les cohortes de survivants des bombardements atomiques comme dans les autres études épidémiologiques, les études qui concluent à un effet de faibles doses d'irradiation ne détectent effectivement cet effet que sur des doses supérieures ou égales à 100 millisieverts.
D'autres populations exposées aux rayonnements ionisants ont été étudiées : travailleurs de l'industrie nucléaire, liquidateurs à Tchernobyl, personnel volant dans le transport aérien, opérateurs et médecins en radiologie, population vivant à proximité d'installations nucléaires, etc,.
L'irradiation des survivants des bombardements atomiques a eu lieu sur un laps de temps court, avec un débit de dose élevé. Pour les effets d'expositions prolongées à faible débit de dose, l'étude autorisant potentiellement la plus grande puissance statistique est celle du suivi des riverains de la rivière Techa. Ceux-ci ont été exposés de manière chronique à une faible radioactivité issue de l'usine de Mayak (au sud de l'Oural en Russie) ; celle-ci a produit du plutonium militaire à partir de 1948, et déversait initialement ses déchets directement dans la rivière. L'usine a également contaminé les environs (mais à un moindre niveau) lors de la catastrophe nucléaire de Kychtym en 1957, classée au niveau 6 de l'échelle INES.
Une cohorte de 29 756 personnes qui avait été exposée à cette pollution radioactive y est suivie depuis 1967. Cette population a connu une exposition interne chronique par absorption et fixation de césium 137, strontium 90 et strontium 89 principalement via l'eau et/ou la nourriture. La dose moyenne cumulée à la moelle osseuse est estimée à 0,3 grays, résultant à 92 % de l'exposition interne.
Des études par cas témoins sur la mortalité au sein de cette cohorte avaient dès 1999 mis en évidence une association significative entre exposition aux radiations et tous les types de leucémies. Selon les données disponibles en 2005, l’excès de risque relatif (ERR) de leucémie (hors leucémie lymphoide chronique) présente une dépendance linéaire à la dose à la moelle osseuse avec un coefficient d'ERR par gray de 4,9. Cette dépendance est statistiquement significative, et 59 % des leucémies (hors leucémies lymphoïdes chroniques) observées dans cette cohorte peuvent être attribuées à l’exposition aux rayonnements ionisants. L'ERR est significativement supérieur à 1 dès 0,2 Gy. Une étude cas-témoins menée sur un petit nombre de sujets extraits de la cohorte (83 cas de leucémies et 415 sujets témoins) n'indique de résultats statistiquement significatifs que pour des expositions calculées supérieures au gray.
Ces études ne permettent d'estimer que les effets de doses supérieures ou égales à 100 mSv chez l'adulte. L'extrapolation de ces constantes et de ce modèle linéaire en dessous de cette limite est l'objet du débat sur les faibles doses.

## Les phénomènes biochimiques

### Rappel sur les rayonnements ionisants
Un rayonnement est dit « ionisant » lorsque celui-ci est susceptible de provoquer l'arrachement des électrons périphériques de la matière. Pour cela, il est nécessaire que l'énergie du rayonnement incident soit suffisante pour arracher un électron, c'est-à-dire que cette énergie soit supérieure à l'énergie de liaison minimale des électrons du milieu.
On distingue deux types de rayonnements ionisants :

#### Rayonnement directement ionisant
C'est un rayonnement constitué de particules chargées électriquement :
- Particules lourdes : protons, deutons; ions lourds
- Particules légères: électrons

#### Rayonnement indirectement ionisant
C'est un rayonnement particulaire et/ou électromagnétique non-chargé électriquement :
- Photons (rayons X ou gamma)
- Neutrons

Les effets des radiations sur la matière vivante sont le résultat final d’événements physiques initiaux. Le rayonnement ionisant agit par transfert d'énergie à la matière et l'effet biologique final résulte d'une chaîne d’événements physiques et de transformations chimiques qui sont déclenchés par les phénomènes d'ionisation.

### Effets physiques et chimiques
L'effet d'un rayonnement ionisant se manifeste dans un premier temps par une interaction entre le rayonnement et la matière : en quelques nanosecondes, le rayonnement interagit avec les électrons périphériques de la matière biologique, provoquant l'apparition au sein du tissu irradié d'atomes excités, puis des ionisations.
Les interactions radiochimiques sont qualitativement identiques pour tous les rayonnements ionisants et interviennent dans un délai très court (10-5 secondes).

#### Action directe
La molécule ionisée est devenue instable. Lors de la réorganisation du cortège électronique elle expulse l'excédent d'énergie, soit par émission de photons de fluorescence soit par rupture de liaison, ce qui peut entraîner une altération de son activité biochimique ou sa destruction. Après quelques microsecondes, l'excitation et l'ionisation entraînent l'apparition de radicaux libres, fortement réactifs.
L'organisme humain est constitué de plus de 2/3 d'eau. Sous l'action du rayonnement ionisant, les molécules d'eau se décomposent pour donner des radicaux libres.
{\displaystyle \mathrm {H_{2}O} \rightarrow \mathrm {HO^{o}} +\mathrm {H^{o}} }

#### Action indirecte
La molécule interagit avec les radicaux libres engendrés par la radiolyse de l'eau.
Après quelques millisecondes, ces radicaux libres provoquent des réactions chimiques anormales, qui dénaturent les protéines et autres constituants de la cellule, rompent les liaisons de l'édifice cellulaire et en perturbent le fonctionnement et la structure. Les radicaux libres produits sont de haute réactivité chimique. Les radicaux libres produits par la radiolyse de l'eau ont une durée de vie très courte, ils sont de puissants oxydoréducteurs capables d'attaquer les molécules organiques dont les acides désoxyribonucléiques pour former des radicaux libres organiques. Or, ce sont les atteintes de l'ADN qui provoquent soit la mort cellulaire soit les effets tardifs.

Ce sont ces perturbations qui conduisent, après un temps de latence plus ou moins long, à la manifestation de radiolésions.

### Effets sur l'ADN
Les molécules d'ADN sont les constituants principaux des chromosomes qui interviennent dans les procédés de transfert d'information génétiques des cellules mères aux cellules filles et, par l'intermédiaire des différents ARN, dans la synthèse des protéines.

L'altération la plus connue est la rupture de chaîne, due au radical {\displaystyle OH^{o}}. Le nombre de ruptures croit avec la dose reçue, et l'énergie minimale requise serait de l'ordre de 10 eV. Lors de la rupture simple, des molécules d'eau entrent dans la brèche créée par le radical libre : les ponts hydrogène entre les acides nucléiques se cassent et les deux brins s'écartent l'un de l'autre. Ce genre d'altération de l'ADN est réparable par des enzymes de réparation qui parcourent l'ADN de la cellule : processus d'excision-resynthèse, transkylation…

Cependant il peut y avoir des répercussions sur la réplication de l'ADN qui peuvent engendrer des mutations dont la probabilité varie selon la phase (il y en a quatre) du cycle cellulaire dans laquelle se trouve la cellule.
Il y a cinq grands types d'altération de l'ADN :
- cassure de chaîne ADN, d'un brin ou des deux brins ;
- dégradations des bases puriques ou pyrimidique ;
- création de sites sans bases par perte d'une base ;
- pontage ADN-protéine, liaison entre une base et acide aminé ;
- addition des produits de la peroxydation à des bases de l'ADN.

Les radiolésions de l'ADN ne sont pas directement observables, elles se traduisent pas des anomalies de structure ou modifications du nombre de chromosomes visibles au microscope lors de la condensation chromosomique.
Les rayonnements ionisants peuvent également perturber le déroulement du cycle cellulaire et entraîner la mort de la cellule, sachant que la cellule est plus radiosensible en phase G2 et en phase M. Les mitochondries sont très radiosensibles, elles gonflent, et sont détruites en quelques heures. La réparation s'observe au bout d'un ou deux jours. Les radiolésions du cytoplasme sont généralement guérissables, tandis que celles du noyau provoquent généralement la mort cellulaire si la dose est importante. Seules les liaisons de l'ADN provoquent des effets à long terme, au-delà de quelques jours.
L'étude de l'effet des rayonnements ionisants sur les dommages de l'ADN montre que les dommages constatés sont qualitativement les mêmes que ceux subis spontanément par les cellules, mais pas leur distribution. Toutes proportions gardées, l'exposition d'une cellule à des rayonnements ionisants augmente la proportion de cassures double brin, de ponts ADN/ADN, et de ponts ADN/protéine.
| Dommage ADN          | Lésions spontanées/cellule/jours | Lésions radio-induites/Gy | Ratio 1Gy/naturel |
| Cassures simple brin | 10 000 à 55 000                  | 1 000                     | 0,03              |
| Perte de base        | 12 600                           | non évaluée               |                   |
| Dommage de base      | 3 200                            | 2 000                     | 0,1               |
| Cassure double brin  | 8                                | 40                        | 5                 |
| pont ADN/ADN         | 8                                | 30                        | 4                 |
| pont ADN-protéine    | quelques                         | 150                       | ~ 50              |
| sites multilésés     | non évalué                       | quelques                  |                   |

L'effet des rayonnements ionisants sur l'induction des mutations, de la transformation cellulaire et la perte de la capacité proliférative ne correspond pas aux effets de lésions isolées, mais s'explique par la création de lésions en grappe, qui entraînent des cassures double-brin ou d'autres lésions plus complexes. « Les rayonnements ionisants produisent des lésions ponctuelles des molécules d'ADN, distribuées de façon aléatoire. Ces lésions très instables, dites primaires, seront pour la plupart réparées de façon fidèle. Les lésions qui échappent au processus de réparation peuvent donner lieu à des lésions résiduelles stables, les seules capables d'expression biologique. »

## Effets cellulaires
La réparation des lésions fait intervenir les enzymes les plus remarquables que l'on connaisse. « Les ruptures simple brin sont réparées en quelques secondes ou minutes. La plupart des autres lésions sont réparées en quelques heures. »
« Vu le mécanisme en plusieurs étapes de la carcinogenèse, on ne sait pas si la linéarité dose-effet pour la lésion primaire complexe de l'ADN et les lésions cellulaires fixées, qui sont critiques, entraîne une relation dose-effet linéaire en ce qui concerne les cancers induits par l'exposition aux rayonnements. »
L'effet à long terme dépend de la dose et du débit de dose : pour de nombreux gènes, la transcription des gènes cellulaires est modifiée par des doses beaucoup plus faibles (de l’ordre du mSv) que celles pour lesquelles on observe une mutagenèse ; et donc selon la dose et le débit de dose ce ne sont pas les mêmes gènes qui sont transcrits.
- Pour des très faibles doses d'irradiation (<10 mSv), les lésions ne sont pas réparées et le contrôle qualité de la cellule fonctionne en tout ou rien. Les lésions sont éliminées par la disparition des cellules, soit directement par apoptose (suicide cellulaire programmé par l'apparition d'un génome anormal), soit au moment d'une mitose ultérieure (l'anomalie génétique empêchant la division cellulaire, mais pas son fonctionnement). Pour ces faibles doses et débits de doses, les anomalies sont suffisamment rares pour que l'élimination des cellules anormales n'entraîne pas d'effet somatique sur le tissu.
- Des doses un peu plus élevées endommageant un nombre notable de cellules, et sont donc susceptibles de causer des lésions tissulaires. Pour des doses comprises entre 10 et 100 mSv, les systèmes de réparation de l’ADN sont activés. La réparation permet alors la survie cellulaire, mais peut générer des erreurs. Le nombre de réparations fautives mutagènes est petit mais son importance relative, par unité de dose, croît avec la dose et le débit de dose.

Par la suite, une mutation sera transmise lors de la division cellulaire, mais l'évolution de la cellule anormale dépendra de son environnement : le processus de cancérogenèse se heurte à des mécanismes efficaces de défense à l’échelle du tissu et de l’organisme, qui doivent eux-mêmes être mis en défaut pour qu'un cancer apparaisse.
Le débit de dose pour lequel le nombre de cassure double brin dû à l’irradiation est égal à celui produit pendant le même temps par le métabolisme cellulaire chez les cellules en prolifération (CDB endogènes) est de 5 mGy/min ; ce nombre est de 0,14 cassure double brin par minute dans les deux cas.

## Effets sur les organismes

### Types d’effets
Les effets des rayonnements ionisants englobent une vaste gamme de réactions très différentes les unes des autres dans leur relation dose-effet, leurs manifestations cliniques, leur succession dans le temps et les pronostics correspondants. Par commodité, on subdivise souvent les effets en deux grandes catégories :
1. effets héréditaires, ou effets génétiques qui se manifestent chez les descendants des personnes exposées ; et
2. effets somatiques, qui se manifestent chez les personnes exposées elles-mêmes. Ces derniers comprennent les effets aigus, qui apparaissent peu après l’irradiation, et les effets à long terme (ou différés), qui peuvent se manifester des mois, des années ou même des décennies plus tard.

Dans les premiers rapports de l'UNSCEAR, dans l'immédiat après-guerre, le principal risque identifié était le risque génétique, cumulable d'une génération sur l'autre. Cependant, aucun effet héréditaire n'a jamais été observé sur l'homme, les enfants des survivants des bombardements atomiques d'Hiroshima et Nagasaki (la plus importante cohorte étudiée pour les effets d'une irradiation) n'ont jamais présenté aucune séquelle observable, ce qui montre qu'une exposition relativement modérée ne peut avoir qu'un impact minime même sur une population relativement importante.
Dans le cas des mammifères, il n'a pas été expérimentalement mis en évidence de troubles génétiques y compris pour des irradiations de 2 Gy par génération sur 83 générations successives.
À la suite de ce constat, le principal risque évoqué pour les faibles doses d'irradiation a été le risque de provoquer des excès de cancers.

### Effets aigus
Ils résultent surtout de brûlure ou d'un appauvrissement du nombre de cellules capables de reproduction ou réparation dans les tissus irradiés et ne se manifestent qu’en présence de doses assez importantes pour détruire beaucoup de ces cellules. Ces effets sont dits « non stochastiques » ou déterministes.

Les lésions aiguës étaient courantes chez les premiers travailleurs exposés aux rayonnements ionisants et chez les premiers malades soumis à des traitements de radiothérapie. Elles ont pratiquement disparu par suite de l’amélioration des mesures de sécurité et des méthodes de traitement, ou sont liées à des accidents industriels (ex. : catastrophe de Tchernobyl) et, plus rarement, à des accidents médicaux.

La gravité de ces irradiations généralisées dépend de deux facteurs : 1) la dose reçue, 2) la radiosensibilité qui varie selon les individus (âge, patrimoine génétique, et autres sources de polymorphisme humain justifiant une réaction différente des organismes irradiés) et d'éventuels phénomènes de « radioadaptation ». Les conséquences vont de risques différés, encore mal cernés, jusqu'au décès, rapide, ou retardé après développement de cancers, tumeurs, leucémies, infections…

### Effets chroniques
Ce sont notamment les effets mutagènes et cancérogènes, considérés comme des phénomènes stochastiques résultant d’altérations moléculaires aléatoires de cellules individuelles, dont la fréquence croît en fonction linéaire de la dose.

Il existe également un risque plus important de survenue de maladies cardiovasculaires.
La réaction à une irradiation très localisée, produite par une source extérieure ou un radionucléide déposé à l’intérieur de l’organisme, tend à se manifester lentement avec peu de symptômes ou de signes extérieurs, à moins que le volume de tissus irradiés ou que la dose ne soient relativement importants (brûlure alors rapidement visible).
Certains radionucléides, comme le tritium (3H), le carbone 14 (14C) et le césium 137 (137Cs), tendent à se répartir dans tout l’organisme, produisant une irradiation totale.

D'autres au contraire ciblent plutôt dans des organes particuliers, provoquant des lésions très localisées. Le radium et le strontium 90 (90Sr), par exemple, se fixent essentiellement dans les os, causant surtout des lésions osseuses, tandis que l’iode radioactif se concentre dans la glande thyroïde, qui est donc la première atteinte.

## Effets sur la flore
Ils sont étudiés depuis les années 1960 au moins.
Dès cette époque, outre des effets directs plus ou moins délétères sur les plantes (mortalité, croissance ralentie, mutagenèse...), des effets plus globaux, dont de modification microclimatique induite ont été constatés.

Ainsi, dans les années 1960 une forêt de chênes et de pins a été expérimentalement exposée par le Brookhaven national laboratory (BNL) à un gradient de radioactivité croissant de la périphérie au centre de la forêt. Pour cela, une puissante source de rayonnement gamma a été disposée par le BNL au centre de la forêt (le 22 nov. 1961). Les années suivantes, sous l'égide de l' US Atomic Energy Commission, les chercheurs du laboratoire ont notamment observé une diminution de l'évapotranspiration (moyenne cumulée sur l'année) dès une exposition à une radioactivité de 11.5 Röntgens/jour par rapport aux zones non endommagées. Dans les zones les plus radioactives (> 160 R/jour, en rayonnement gamma), là où seules quelques herbacées dispersées ont survécu, l'évapotranspiration cumulée était d'environ 85 % de celle de la forêt intacte, avec une relation linéaire entre moindre évapotranspiration et radioactivité de la forêt (sauf en période de sécheresse où l'évapotranspiration a été réduite partout.

## Application au diagnostic médical
Les isotopes radioactifs peuvent servir de traceurs lors d'examens d'imagerie médicale (in vivo) ou de biologie médicale (in vitro).

### Marqueurs biologiques
Après une exposition éventuellement invisible et non-perçue, et notamment en l’absence de contaminant interne émetteur bêta ou gamma, il est difficile pour un médecin ou un patient de rapidement suspecter ou diagnostiquer une atteinte biologique. Certains marqueurs moléculaires ne peuvent en effet être facilement différenciés de ceux qui caractérisent une exposition à d'autres agents mutagènes ou délétères pour l'ADN.
Les symptômes et marqueurs biologiques les plus connus (ex : brûlures externes ou internes, nausées, effondrement des globules blancs) n’apparaissent souvent que quand les dégâts sur les tissus ou le génome sont importants, et parfois trop tard pour les traiter au mieux. Même les dégâts de certaines irradiations graves ou mortelles ne sont pas immédiatement apparents.

### Vers un diagnostic précoce?
Des chercheurs espèrent pouvoir produire d'ici quelques années un test de diagnostic rapide permettant de détecter de changements dans les microARN (ou miARN) présents dans le sang, afin de pouvoir sélectionner et traiter les victimes plus tôt, éventuellement bien avant que les symptômes visibles apparaissent.
Des chercheurs de la Harvard Medical School de Boston ont annoncé en 2015 avoir commencé – sur des souris de laboratoire - à étudier comment l'analyse miARN du sang pourrait aussi apporter des indications complémentaires en termes d’étendue et gravité des dommages radio-induits, voire sur les chances de survie de la personne irradiée (survie à court, moyen ou long termes). Ils ont trouvé chez les souris cent soixante dix miARN différents et les ont classés en 5 groupes-patterns reconnaissables. Les souris les plus irradiées avaient un taux beaucoup plus faible de l'un de ces cinq types de miARN et inversement des niveaux significativement plus élevés des quatre autres (par rapport aux souris moins irradiées).
Les auteurs concluent qu’une analyse précoce des miARN sanguins permettrait de détecter une exposition récente (dès 24 heures d'exposition) même dans des cas où il a fallu attendre 15 jours pour détecter les premiers dommages visibles aux cellules de globules blancs et à la moelle osseuse.
La même analyse miRNA a pu être expérimentalement utilisée pour prouver qu'une greffe de moelle osseuse permettrait de sauver une souris malgré une exposition à un des radiations mortelles.
Un tel test permettrait aussi d’aider les médecins à mieux décider s’il faut tenter une greffe de moelle osseuse ou d'autres traitements avant que les dommages se propagent à d'autres organes.
En cas d'accident grave ou d'attaque nucléaires, les plans d’action prévoient toujours de trier les patients pour concentrer les ressources médicales sur ceux qui en ont le plus besoin et/ou qui ont le plus de chances de survie. Dans un tel contexte, l’analyse de miARN pourrait être « particulièrement utile pour indiquer le degré de détérioration du système hématopoïétique de l'individu, ce qui est plus important pour évaluer les options de traitement que la simple mesure de la dose de rayonnement » note Yoshihisa Matsumoto (biologiste spécialiste des effets des rayonnements au Tokyo Institute of Technology.
Les auteurs insistent cependant sur le fait qu’avant de produire un test-diagnostic en routine pour des humains ; il faut encore et d’abord confirmer que les mêmes miARN (ou des molécules similaires) existent chez l’Homme (Ce qui implique de travailler avec des institutions qui ont recueilli et conservé des échantillons sanguins de victimes d'accidents de rayonnement).
De plus, la forme de ces miARN pourrait changer avec le temps et/ou selon les individus ; et alors peut-être diminuer la précision du test.
Enfin, ce test ne concerne que les effets les plus rapides de l’irradiation aiguë, et ne dit rien de possibles effets différés de faibles doses en particulier de la possibilité de développer un cancer dans le long terme.